# 小南京
小南京指比稱為「南京」的地方。南京具有多樣的特質，一些地方因其中某些點和南京存在近同之處而稱為“小南京”。一些地方因和南京存在人文歷史淵源而稱為「小南京」。
- 以下是各個有“小南京”之稱的地方的所在地，按照超過一個即單獨按省份列出，不足一個參見“其他”。列表不按任何次序：

## 雲南
- 曲靖，曲靖人家譜多記載祖上來自南京柳樹灣，由於曲靖的南京籍人太多，张氏兄弟三人来到云南，一个在曲靖一个在晋宁，一个在东川

## 貴州
- 貴州各屯堡和南京存在淵源
- 貴州玉屏
- 貴州榕江
- 貴州黎平中潮

## 安徽
- 安徽六安市蘇埠鎮
- 安徽明光澗溪鎮
- 安徽亳州
- 安徽霍山諸佛庵
- 安徽肥西三河鎮

## 江蘇
- 江蘇新沂阿湖鎮
- 江蘇寶應曹甸
- 江蘇江寧湖熟鎮
- 江蘇睢寧李集鎮

## 江西
- 江西信豐
- 江西上栗
- 江西遂川碧洲
- 江西修水漫江
- 江西吉安釣源村
- 江西新幹三湖鎮（贛中小南京）
- 江西奉新上富鎮

## 湖南
- 湖南湘潭
- 湖南洪江
- 湖南汨羅新市（汨羅江畔“小南京”）
- 湖南鳳凰
- 湖南資興蓼江
- 湖南龍山裡耶
- 湖南瀘溪浦市
- 湖南永順王村古鎮（芙蓉鎮）
- 湖南新化洋溪鎮

## 湖北
- 湖北來鳳
- 湖北鶴峰縣五裡坪，“湘鄂咽喉小南京”。

## 廣西
- 廣西南寧
- 廣西鐘山玉坡村
- 廣西灌陽月嶺
- 廣西靈川長崗嶺

## 其它省份
- 重慶酉陽龍潭鎮
- 寧夏銀川（北方“小南京”）
- 廣東興寧

## 國外
- 日本神戶的唐人街叫做南京町
- 缅甸掸邦果敢自治区果敢族其中一部分人自称祖籍南京。